# Trimmatom offucius
Trimmatom offucius és una espècie de peix de la família dels gòbids i de l'ordre dels perciformes.

## Morfologia
- Els mascles poden assolir 1,4 cm de longitud total.[4]

## Hàbitat
És un peix marí, de clima tropical i demersal que viu entre 15-50 m de fondària.

## Distribució geogràfica
Es troba a l'Índic occidental: Txagos.

## Observacions
És inofensiu per als humans.